# ان‌جی‌سی ۷۱۳۹
ان‌جی‌سی ۷۱۳۹ (انگلیسی: NGC 7139) یک سحابی سیاره‌ای است که در صورت فلکی قیفاووس قرار دارد. این کهکشان در ۵ نوامبر ۱۷۸۷ توسط ستاره شناس ویلیام هرشل کشف شد.